# Karl Gustav von Berneck

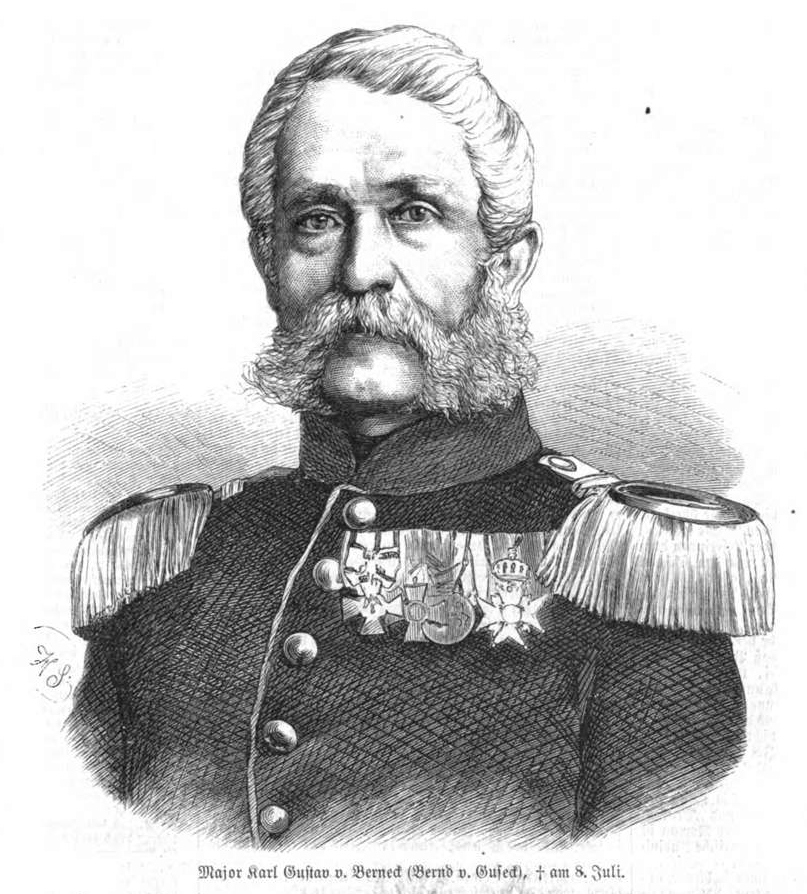
Karl Gustav von Berneck. Grafik von Hermann Scherenberg.

Karl Gustav von Berneck (* 28. Oktober 1803 in Kirchhain, Niederlausitz; † 8. Juli 1871 in Berlin) war Novellist und Militärschriftsteller.

## Leben
Von Berneck war der Sohn eines Offiziers. Sein Vater war in der Garnison Kirchhain und starb während des Russlandfeldzug bei der Besetzung von Warschau. Seine Mutter musste allein für die Ausbildung des Jungen sorgen. Bereits im Alter von 10 Jahren begann er zu schreiben und verfasste Märchen, Rittergeschichten und kleinere Dramen. Er verbrachte zunächst einige Jahre in der Pensionsanstalt des Professors Friedrich Gottlieb Haan (13. September 1771 – 4. September 1827) in Dresden, ehe er im Jahr 1816 in das Kadettenkorps eintrat. Von Berneck besuchte seit 1817 das Berliner Kadettenhaus und wurde 1820 Sekondelieuteuant im 3. Ulanenregiment der Preußischen Armee. Diese Stellung bekleidete er rund 23 Jahre. Auf der allgemeinen Kriegsschule in Berlin widmete er sich von 1823 bis 1826 dem Studium der Geschichte und neueren Sprachen, das er auch während seines Garnisonlebens fortsetzte. 1839 wurde er als Lehrer zur Divisionsschule in Frankfurt an der Oder kommandiert, später zum Rittmeister und 1848 als Mitglied der Obermilitärexaminationskommission nach Berlin versetzt. Von Berneck war Lehrer der Taktik am Kadettenhaus und unterrichtete die Geschichte der Kriegskunst an der Vereinigten Artillerie- und Ingenieurschule in Berlin. 1856 wurde er zum Professor der Mathematik an dieser Anstalt und zugleich zum Major ernannt. Seit 1862 in den Ruhestand versetzt, starb er 1871 in Berlin.
Von Bernecks novellistische Arbeiten (zumeist unter dem Pseudonym Bernd von Guseck herausgegeben) beruhen meist auf historischem Hintergrund, erregten aber aus Mangel an leitenden Ideen kein dauerndes Interesse. Eine Anzahl der in Taschenbüchern und Zeitschriften zerstreuten Novellen und Erzählungen sammelte er selbst (Leipzig 1837, 3 Bände). Er setzte nach dem Tod des A. von Tromlitz 1839 die Alamanache historisch-romantische Taschenbuchserie Vielliebchen mit dem 15. Jahrgang fort, diese erschien 1828 das erste Mal regelmäßig bis 1849. Er wirke auch an einem enzyklopädischen Bilderatlas in 8 Bänden mit, der auch als Separatausgabe unter dem Titel Atlas des Kriegswesens und weiteren Titeln erschien.

## Werke (Auswahl)
- Die Stedinger. Leipzig 1837.
- Schaumperlen der Gegenwart. Bunzlau 1838.
- Das Erbe von Landshut. 2 Bände, Cottbus 1842.
- Vom Borne der Zeiten. Berlin 1844, 3 Bände.
- Wildfeuer. Berlin 1845, 2 Bände.
- Der Sohn der Mark. Frankfurt a. O. 1848.
- Salvator. 2 Bände, Bremen 1851.
- Girandola Novellen. 4 Bände, Hermann Costenoble, Leipzig 1856.
- Die Hand des Fremden. 2 Bände, Leipzig 1857.
- Der erste Raub an Deutschland. 4 Bände, Jena 1862.
- Madame de Brandebourg. Wien 1863.
- Deutschlands Ehre 1813. 3 Bände, Jena 1864.
- Katharina von Schwarzburg. 3 Bände, Leipzig 1868.
- Der Graf von der Liegnitz. 3 Bände, Jena 1869.
- Im Herzen von Deutschland. Berlin 1869, 2 Bände.
- König Murats Ende. Globus, Berlin 1913.
- Bernd von Guseck: Der Klingenstein. In: Pesth-Ofner Localblatt / Pesth-Ofner Localblatt und Landbote, 8. Dezember 1854, S. 6 (online bei ANNO). – (Novelle)

Komödien, Opern und Trauerspiele
- Übersetzung von Dante Alighieris Werk Göttliche Komödie. D. Finck, Pforzheim 1841 (archive.org).
- Trauerspiel: Jakobäa. 1853.
- Texte zu Conradin Kreutzers Opern Die Hochländerin am Kaukasus (1846) und König Konradin (1847–1848)

Militaria
- Elemente der Taktik für alle Waffen innerhalb der Bestimmungen für das Officier-Examen der Königlich Preußischen Armee. Mittler, Berlin 1852.
- Grundriß der Geschichte des Kriegswesens. Berlin 1854.
- Die Schlachten bei Leipzig – Kriegsgemälde (= Brockhaus’ Reise-Bibliothek für Eisenbahnen und Dampfschiffe.) F. A. Brockhaus, Leipzig 1855 (Textarchiv – Internet Archive).
- Buch der Schlachten. Leipzig 1856.
- Geschichte der Kriegskunst. 3. Auflage, Berlin 1867.
- Elemente der Taktik. 6. Auflage, Berlin 1870.